# Індійсько-китайський кордон
27°45′35″ пн. ш. 91°39′30″ сх. д. / 27.759717592593° пн. ш. 91.658328703704° сх. д.

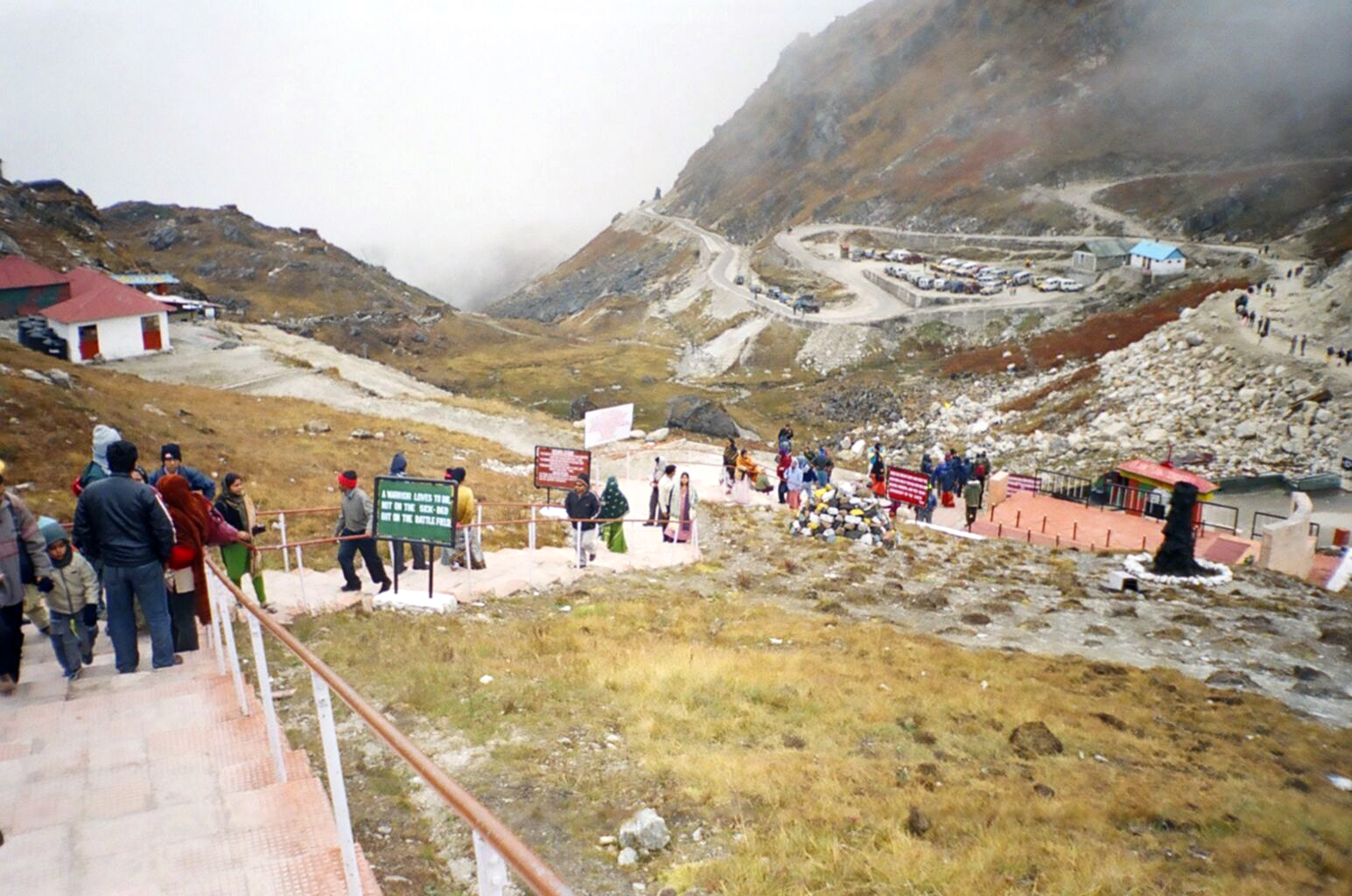
Кордон Індії та Китаю.

Довжина кордону між Індією та Китаєм становить 3380 кілометрів. Кордон складається з трьох окремих частин, розділених Непалом та Бутаном.

## Характеристика
У західній частині Непалу кордон проходить у районі Гімалаїв. Ця ділянка кордону є спірною, особливо в районі на північ від Аксайчина, яка знаходиться під контролем Китаю, але заперечується Індією. На півночі Індія контролює льодовик Сіачен, захоплений в ході прикордонного конфлікту з Пакистаном. Між Непалом та Бутаном Індія та Китай мають спільний кордон невеликої протяжності. На схід від Бутану обидві країни межують із М'янмою.

## Лінія фактичного контролю
Лінія фактичного контролю — демаркаційна лінія між Індією та Китаєм, яка тривалий час була не визнаною юридично, але є межею де-факто. Лінія має протяжність 4057 кілометрів і проходить через три області Індії: західну (Ладакх, Кашмір), середню (Уттаракханд, Хімачал-Прадеш) і східну (Сіккім, Аруначал-Прадеш). Потім термін «лінія фактичного контролю» отримав юридичне визнання у китайсько-індійських угодах, підписаних у 1993 та 1996. У угоді 1996 зазначено: «жодна з держав не може робити дій щодо перегляду лінії фактичного контролю».